# Demeneto
Demeneto (en griego: Δημαίνετος) fue un comandante ateniense durante la guerra de Corinto. En el 389 a. C. fue uno de los comandantes en un enfrentamiento cerca de Egina que se saldó con una derrota espartana y la muerte del comandante espartano Gorgopas. Una unidad ateniense al mando de Cabrias preparó una emboscada, mientras que otra al mando de Demeneto atrajo a Gorgopas fuera de Egina y le llevó hacia la trampa marchando a campo abierto por la zona.
Al año siguiente, Demeneto también participó en operaciones navales en los alrededores de Abido. Él, junto con sus compañeros Dionisio, Leóntico y Fanias, persiguió sin éxito a la flota espartana al mando de Antálcidas. Sin embargo, Antálcidas pudo eludirlos y unirse a una escuadra aliada siracusana e italiana en Abidos.